# かみのやま温泉駅

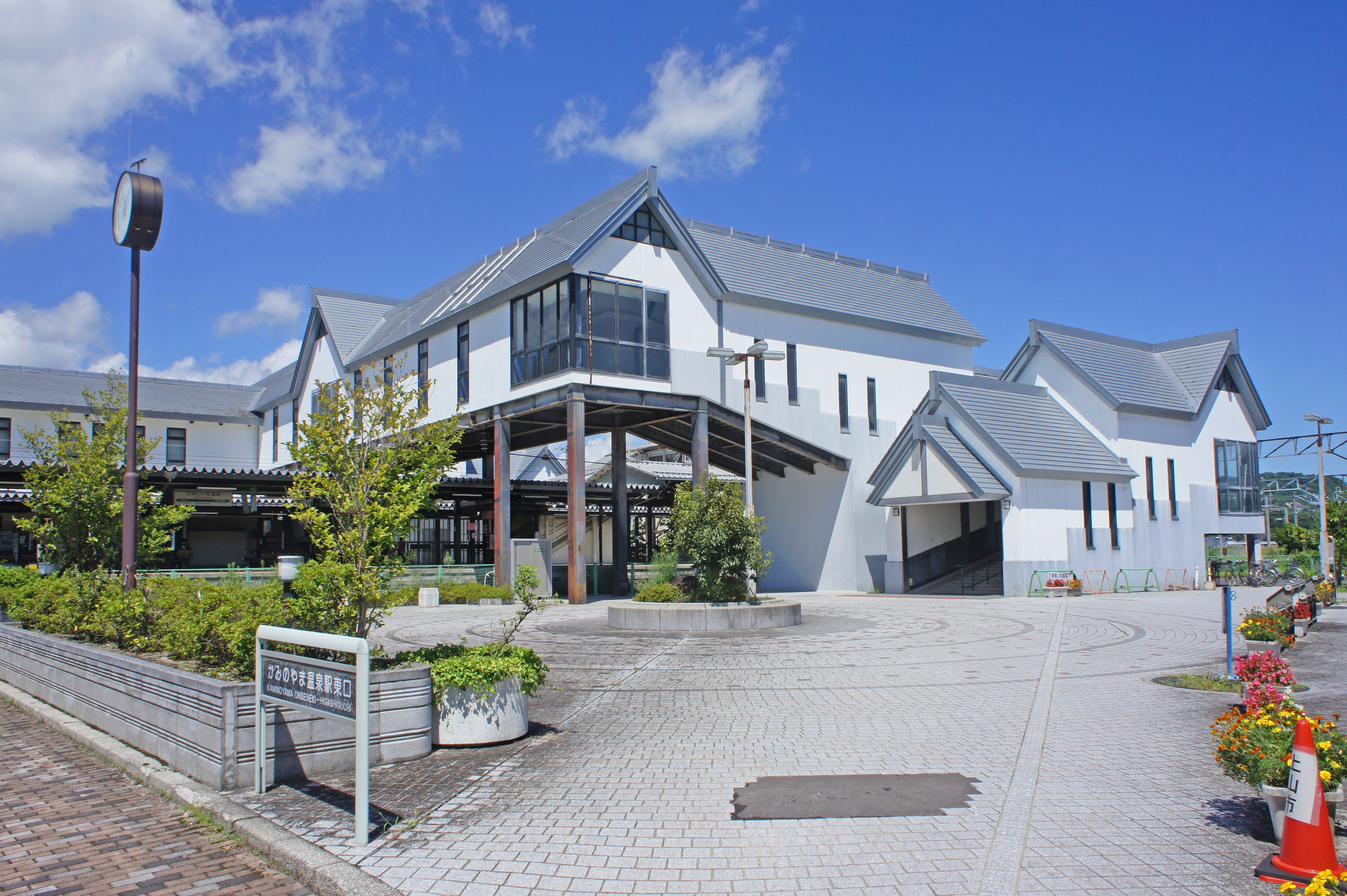
東口（2022年8月）

かみのやま温泉駅（かみのやまおんせんえき）は、山形県上山市矢来1丁目にある、東日本旅客鉄道（JR東日本）奥羽本線の駅。
上山市の中心駅であり、奥羽本線上を走るミニ新幹線である山形新幹線の停車駅となっている。一方、奥羽本線の在来線としての愛称として「山形線」が設定されている。

## 歴史
- 1901年（明治34年）
  - 2月15日：官設鉄道（のちに日本国有鉄道）奥羽南線の赤湯 - 当駅間開通に伴い、上ノ山駅（かみのやまえき）として開業[2][3]。一般駅[2]。
  - 4月11日：奥羽南線が山形駅まで延伸され、途中駅となる[4]。
- 1909年（明治42年）10月12日：線路名称制定に伴い、奥羽本線の駅となる[5]。
- 1973年（昭和48年）7月21日：みどりの窓口を開設[新聞 1]。
- 1984年（昭和59年）2月1日：専用線発着を除く貨物の取り扱いを廃止[2]。
- 1985年（昭和60年）3月14日：荷物の取り扱いを廃止[2]。
- 1986年（昭和61年）12月20日：オレンジカード対応券売機設置[新聞 2]。
- 1987年（昭和62年）4月1日：国鉄分割民営化により、JR東日本と日本貨物鉄道（JR貨物）の駅となる[2]。
- 1988年（昭和63年）3月13日：直営の飲食店「紅花亭」が開店[新聞 3]。
- 1991年（平成3年）
  - 6月24日：駅舎改築工事の安全祈願祭が挙行[新聞 4]。
  - 9月3日：日本貨物鉄道の駅が廃止され、貨物の取り扱いが終了[2]。
- 1992年（平成4年）
  - 6月25日：駅舎を改築[新聞 5]。コンビニエンスストア「JC」（のちのNewDays）を開店[6]
  - 7月1日：山形新幹線福島 - 山形間開業に伴い、かみのやま温泉駅に改称[新聞 5]。新幹線停車駅となる[新聞 5]。
- 2015年（平成27年）10月1日：業務委託化[3]。かみのやま温泉駅長・助役を廃止。
- 2020年（令和2年）3月14日：新幹線eチケットサービスを開始[報道 1]。
- 2021年（令和3年）3月13日：タッチでGo!新幹線のサービスを開始[注 1][報道 4]。
- 2024年（令和6年）
  - 3月16日：奥羽本線でICカード「Suica」の利用が可能となる[報道 5][報道 6]。
  - 10月1日：えきねっとQチケのサービスを開始[1][報道 7]。

## 駅構造
単式ホーム1面1線（1番線）と島式ホーム1面2線（2・3番線）を有する地上駅である。互いのホームはエレベーターを備えた跨線橋で連絡している。
山形駅管理の業務委託駅（JR東日本東北総合サービスが受託）である。直営駅時代は管理駅で、羽前中山駅・茂吉記念館前駅を管理していた。
駅舎は西口にあり、東口へは改札外の跨線橋（階段のみ）を経由する。改札口には、山形新幹線用のSuicaやえきねっとQチケに対応する改札機と山形線用の簡易Suica改札機が別に設置されている。なお、えきねっとQチケを利用する場合は、山形新幹線では改札機にQRコードをかざす一方、山形線では改札窓口にいる係員へQRコードを提示する必要がある。また、このほかに、みどりの窓口、自動券売機、指定席券売機、NewDays、駅レンタカー営業所が設置されている。以前は窓口内に「びゅう旅センター」も設置されていた。

### のりば
| 番線 | 路線                | 方向 | 行先                 | 備考               |
| ---- | ------------------- | ---- | -------------------- | ------------------ |
| 1    | ■山形新幹線 ■山形線 | 下り | 山形・新庄方面       |                    |
| 2    | ■山形新幹線 ■山形線 | 上り | 米沢・福島・東京方面 |                    |
| 3    | ■山形線             | 下り | 山形・新庄方面       | 一部の普通列車のみ |

- 3番線からは米沢方面への発車も可能。

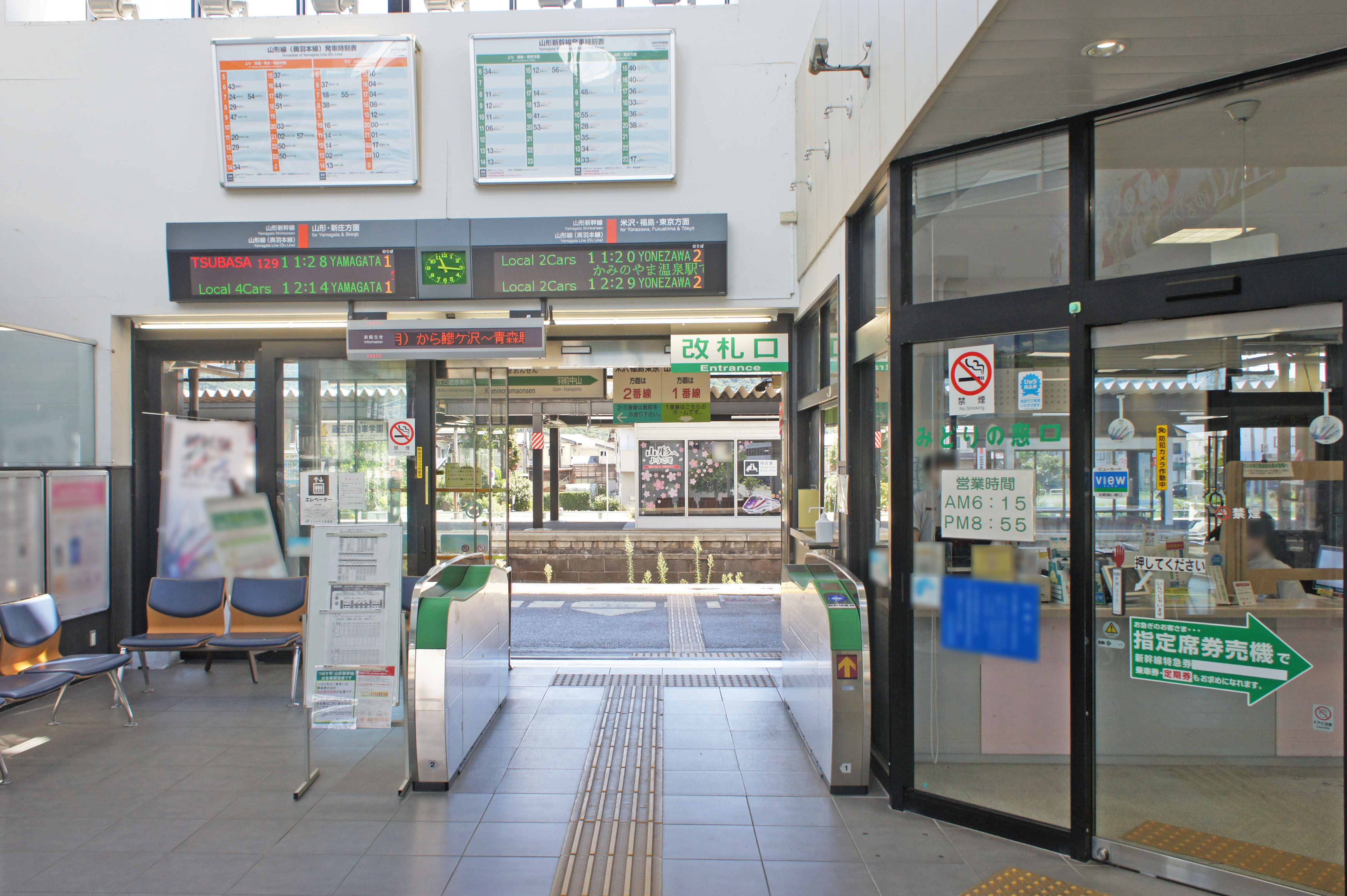
改札口（2022年8月）
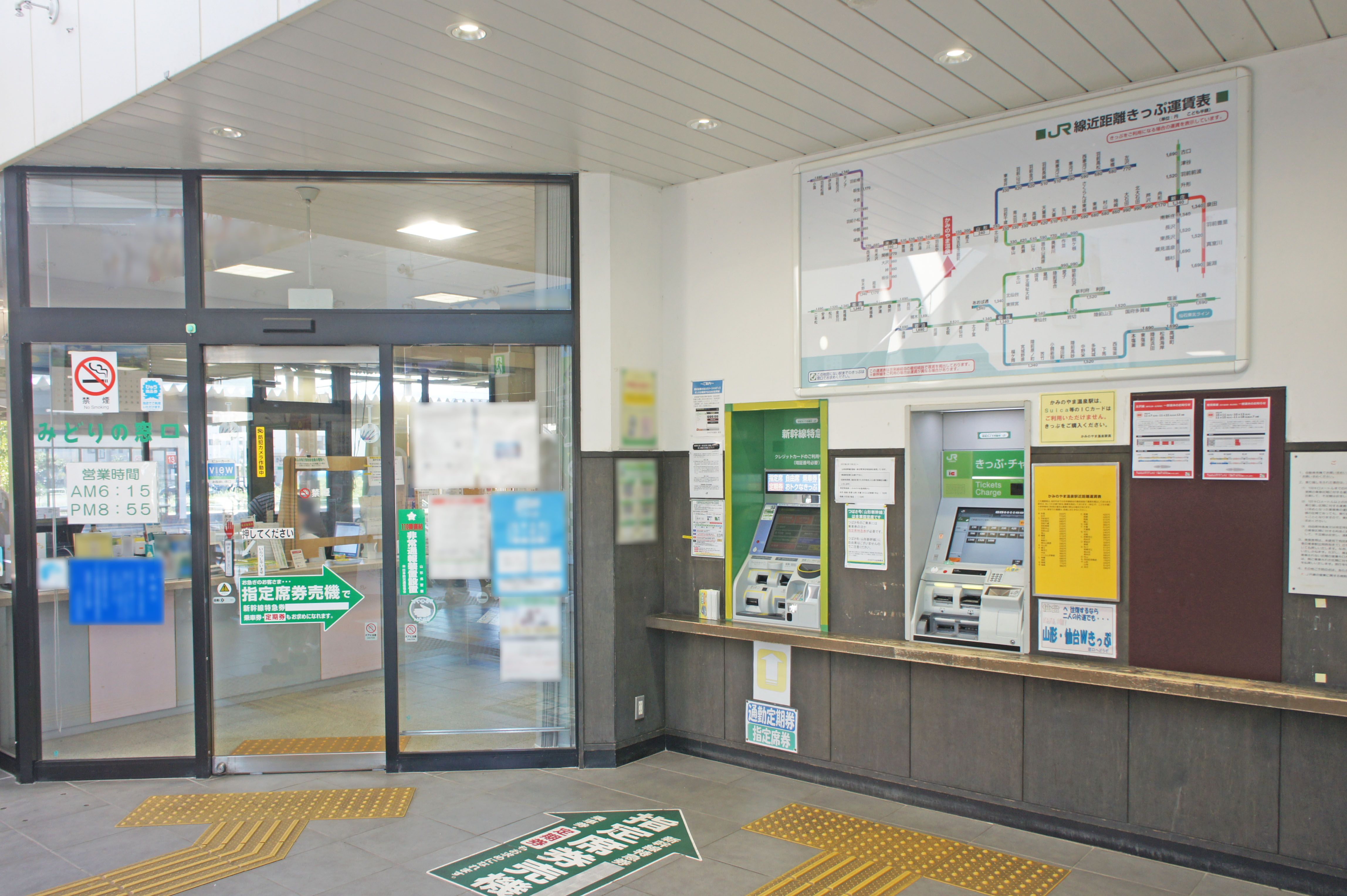
みどりの窓口と自動券売機（2022年8月）
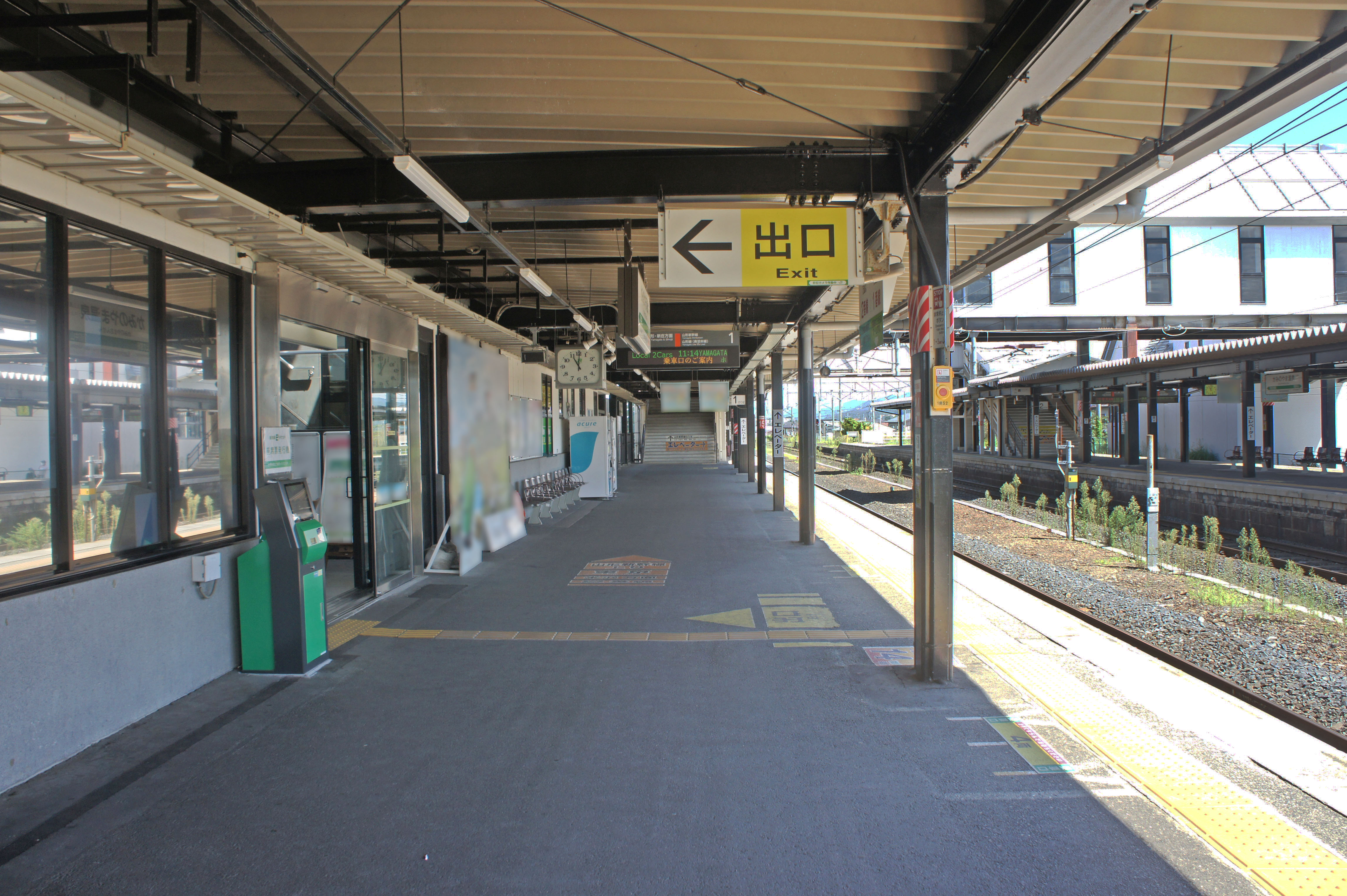
1番線ホーム（2022年8月）
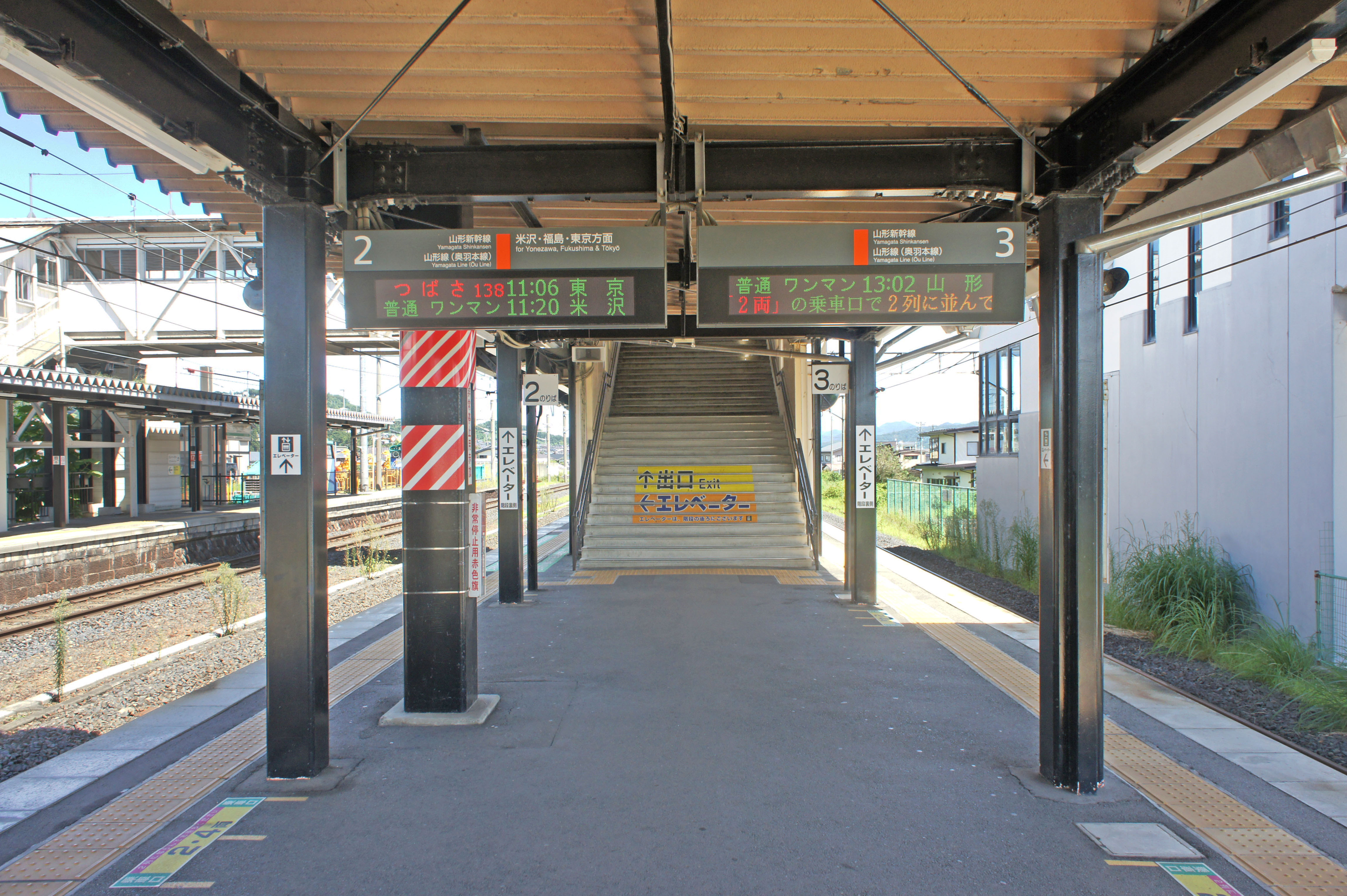
2・3番線ホーム（2022年8月）

## 利用状況
JR東日本によると、2023年度（令和5年度）の1日平均乗車人員は1,197人である。
2000年度（平成12年度）以降の推移は以下のとおりである。
| 1日平均乗車人員推移 | 1日平均乗車人員推移 | 1日平均乗車人員推移 | 1日平均乗車人員推移 | 1日平均乗車人員推移 |
| 年度                | 定期外              | 定期                | 合計                | 出典                |
| ------------------- | ------------------- | ------------------- | ------------------- | ------------------- |
| 2000年（平成12年）  |                     |                     | 2,132               | [ 利用客数 2 ]      |
| 2001年（平成13年）  |                     |                     | 2,087               | [ 利用客数 3 ]      |
| 2002年（平成14年）  |                     |                     | 2,069               | [ 利用客数 4 ]      |
| 2003年（平成15年）  |                     |                     | 2,039               | [ 利用客数 5 ]      |
| 2004年（平成16年）  |                     |                     | 2,035               | [ 利用客数 6 ]      |
| 2005年（平成17年）  |                     |                     | 1,970               | [ 利用客数 7 ]      |
| 2006年（平成18年）  |                     |                     | 1,923               | [ 利用客数 8 ]      |
| 2007年（平成19年）  |                     |                     | 1,875               | [ 利用客数 9 ]      |
| 2008年（平成20年）  |                     |                     | 1,886               | [ 利用客数 10 ]     |
| 2009年（平成21年）  |                     |                     | 1,808               | [ 利用客数 11 ]     |
| 2010年（平成22年）  |                     |                     | 1,774               | [ 利用客数 12 ]     |
| 2011年（平成23年）  |                     |                     | 1,683               | [ 利用客数 13 ]     |
| 2012年（平成24年）  | 466                 | 1,207               | 1,673               | [ 利用客数 14 ]     |
| 2013年（平成25年）  | 470                 | 1,245               | 1,716               | [ 利用客数 15 ]     |
| 2014年（平成26年）  | 474                 | 1,103               | 1,577               | [ 利用客数 16 ]     |
| 2015年（平成27年）  | 457                 | 1,135               | 1,592               | [ 利用客数 17 ]     |
| 2016年（平成28年）  | 447                 | 1,089               | 1,537               | [ 利用客数 18 ]     |
| 2017年（平成29年）  | 440                 | 1,110               | 1,551               | [ 利用客数 19 ]     |
| 2018年（平成30年）  | 437                 | 1,084               | 1,521               | [ 利用客数 20 ]     |
| 2019年（令和元年）  | 410                 | 1,082               | 1,492               | [ 利用客数 21 ]     |
| 2020年（令和02年）  | 188                 | 970                 | 1,158               | [ 利用客数 22 ]     |
| 2021年（令和03年）  | 207                 | 913                 | 1,121               | [ 利用客数 23 ]     |
| 2022年（令和04年）  | 299                 | 899                 | 1,198               | [ 利用客数 24 ]     |
| 2023年（令和05年）  | 356                 | 840                 | 1,197               | [ 利用客数 1 ]      |

## 駅周辺
- 上山城
- 上山温泉
- 上山郵便局
- 上山警察署
- 上山警察署駅前交番
- 山形県道104号狸森上山線
- ヨークベニマル上山店
- 山形県立上山明新館高校

## バス路線
西口に繋がる山形県道104号狸森上山線上にかみのやま温泉駅前バス停が設置されている。
- 山交バス - 仙台 - 上山線（仙台方面）、山形・高松葉山温泉・棚木・久保手方面
- 上山市営バス - 市街地南部循環線
- 無料シャトルバス「エコー号」[8] - 蔵王猿倉・蔵王坊平・蔵王お釜方面

## その他
上山城をモチーフにした風情ある駅舎を有するとして、2002年（平成14年）に、東北の駅百選に選定された。
2020年（令和2年）3月14日の新幹線eチケットサービス開始に伴い、みどりの窓口でSuica発売、再発行、払戻し取扱が開始されたが、山形線利用でのSuica利用は2024年（令和6年）3月15日までできなかった。

## 隣の駅
東日本旅客鉄道（JR東日本）
■山形新幹線
赤湯駅 - かみのやま温泉駅 - 山形駅
■山形線（奥羽本線）
羽前中山駅 - かみのやま温泉駅 - 茂吉記念館前駅

### 記事本文